# Odrodzenie
Odrodzenie je horská bouda na polské straně Krkonoš nad Slezským sedlem pod vrcholem Malého Šišáku.

## Historie
Bouda byla založena v roce 1928 pod jménem Rübezahl. Za 2. světové války byla rekreačním objektem německých důstojníků. Od roku 1950 patří PTTK.

## Přístup
- po  modré značce z autobusové zastávky Špindlerův Mlýn, Špindlerova Bouda - 10 minut (450 m)
- po  zelené značce z autobusové zastávky Špindlerův Mlýn, Dívčí lávky - 1¾ hodiny (3,6 km)
- po  modré značce z autobusové zastávky Podgórzyn, Przesieka v Przesiece - 2½ hodiny (5,5 km)
- po  modré,  žluté,  zelené značce a neznačeným chodníkem k chatě od kostela Wang z Karpacze - 3 hodiny (7,9 km)

## Přechody
- po  modré značce Špindlerova bouda - 5 minut (0,35 km)
- po  modré a  zelené značce Lužická bouda - 15 minuty (0,9 km)
- po  modré a  žluté značce Erlebachova bouda - 15 minut (1,1 m)
- po  modré a  červené značce Petrova bouda - 1 hodina (2,6 m)
- po  modré a  zelené značce Moravská bouda - 1 hodina (2,9 km) (a také Dvořákova bouda a chata Špindler)
- po  modré a  žluté značce Bouda u Bílého Labe - 1 hodina (3,8 km)
- po  modré a  zelené a  žluté značce a po silnici Novopacká bouda - 1 hodina (3,2 km)
- po neznačeném chodníku,  červené a  žluté značce Luční bouda - 2½ hodiny (7,1 km)
- po neznačeném chodníku,  červené,  zelené a  modré značce Samotnia - 2¾ hodiny (7,7 km)
- po neznačeném chodníku,  červené a  modré značce Strzecha Akademicka - 2½ hodiny (7,9 km)
- po neznačeném chodníku,  červené značce Dom Śląski - 2¾ hodiny (8,1 km)

## Výstupy
- po  modré a  červené značce Čihadlo (1216 m) - 15 minut (0,8 km)
- po  modré značce a neznačené cestě Sucha Góra (1113 m) - ¾ hodiny (2,7 km)
- po neznačeném chodníku od chaty a  červené značce Polední kámen (1423 m) - 1¼ hodiny (3,4 km)
- po  modré a  červené značce Dívčí kameny (1414 m) - 1½ hodiny (3,6 km)
- po  modré a  červené značce Mužské kameny (1416 m) - 1¾ hodiny (4,3 km)
- po  modré a  červené značce Velký Šišák (1424 m) - 2 hodiny (5,3 km)
- po neznačeném chodníku od chaty a  červené značce Sněžka (1603 m) - 3¼ hodiny (9,1 km)